# 프로바이노그나투스과
프로바이노그나투스과(Probainognathidae)는 트라이아스기 중-후기 현재의 남미에 살았던 키노돈트 과이다. 모두 식충성이며 1973년 앨프리드 로머에 의해 명명되었으며 프로바이노그나투스만 속해있었으나 2016년, 보나키노돈이 발견되어 프로바이노그나투스과에 속하게 되었다. 프로바이노그나투스과는 프로조스트로돈트류와 밀접한 관련이 있다.